# لويز بيورنسن
لويز بيورنسن (بالدنماركية: Louise Bjørnsen)‏ (9 أبريل 1824 في الدنمارك - 27 ديسمبر 1899، كوبنهاغن في الدنمارك)؛ كاتِبة وروائية دنماركية.